# Distriktsrabbinat Fürth
Das Distriktsrabbinat Fürth entstand nach den Vorschriften des bayerischen Judenedikts von 1813 in Fürth, einer Stadt im nördlichen Bayern. 
Die jüdische Gemeinde Fürth war im 19. und 20. Jahrhundert die größte in Bayern.

## Aufgaben
Die Aufgaben umfassten Beratungen über Schulangelegenheiten, die Verwaltung von Stiftungen und die Verteilung von Almosen. Zur Finanzierung der Distriktsrabbinate wurden Umlagen von den einzelnen jüdischen Gemeinden bezahlt.

## Gemeinden des Distriktsrabbinats
- Jüdische Gemeinde Fürth

## Distriktsrabbiner
- 1831 bis 1873: Isaak Löw
- um 1891: Jakob Neuburger